# 瑪麗亞·加布里埃爾
玛丽亚·伊万诺娃·加布里埃尔（1979年5月20日—），是保加利亞政治家。
在2023年保加利亞議會選舉中，她所屬的保加利亞歐洲發展公民黨（GERB）與「我們繼續變革-民主保加利亞聯盟」(PP-DB)勢均力敵。加布里埃爾獲歐洲發展公民黨提名為總理，她遂退出歐盟執委會的專員職務。最終GERB與PP-DB達成協議，總理職位將在兩黨間輪替，PP-DB的成員，即登科夫先擔任總理，9個月之後換加布里埃爾擔任，協議將至少持續18個月。換言之，加布里埃爾先擔任副揆，並預料在2024年3月就任總理。惟2024年3月PP-DB和GERB政府重組談判失敗，遂觸發國會提早大選 